# Premio Atleta del Año
El Premio Atleta del Año es un galardón deportivo creado por el Círculo de Periodistas Deportivos (CPD). La categoría fue creada en 1944 y se entrega de manera anual a los deportistas, dirigentes, entrenadores, equipos, selecciones nacionales e instituciones más destacadas del deporte venezolano a lo largo del año. Se entrega en el mes de diciembre, y en la votación participan todos los miembros afiliados al CPD. 

## Lista de ganadores
Abajo se listan los ganadores del Premio Atleta del Año desde su primer otorgamiento en 1944. 
Cabe destacar que desde 1998 a 2022 se entregó por separado al Mejor Atleta Profesional y al Mejor Atleta Amateur, y a partir de 2023 se entregará por género al Mejor Atleta Masculino y a la Mejor Atleta Femenina.
| Año  | Ganador                         | Disciplina         |
| ---- | ------------------------------- | ------------------ |
| 1944 | Antonio Briñez                  | Béisbol            |
| 1945 | Víctor "Paticas" Fernández      | Ciclismo           |
| 1946 | Antonio Briñez                  | Béisbol            |
| 1947 | José Alberto Díaz               | Boxeo              |
| 1948 | Vidal López                     | Béisbol            |
| 1949 | Alfonso "Chico" Carrasquel      | Béisbol            |
| 1950 | José Alberto Díaz               | Boxeo              |
| 1951 | Alfonso "Chico" Carrasquel      | Béisbol            |
| 1952 | Asnoldo Devonish                | Atletismo          |
| 1953 | Alfonso "Chico" Carrasquel      | Béisbol            |
| 1954 | Brígido Iriarte                 | Atletismo          |
| 1955 | Antonio de Michelli             | Ciclismo           |
| 1956 | Luis Aparicio                   | Béisbol            |
| 1957 | Luis Aparicio                   | Béisbol            |
| 1958 | Enrique Tovar                   | Boxeo              |
| 1959 | Luis Aparicio                   | Béisbol            |
| 1960 | Luis Aparicio                   | Béisbol            |
| 1961 | Carlos Plaza                    | Tiro deportivo     |
| 1962 | Rafael Romero                   | Atletismo          |
| 1963 | Arquímedes Herrera              | Atletismo          |
| 1964 | Luis Aparicio                   | Béisbol            |
| 1965 | Gisela Vidal                    | Atletismo          |
| 1966 | Luis Aparicio                   | Béisbol            |
| 1967 | Gisela Vidal                    | Atletismo          |
| 1968 | Francisco "Morochito" Rodríguez | Boxeo              |
| 1969 | Ramón Muñoz                     | Golf               |
| 1970 | Luis Aparicio                   | Béisbol            |
| 1971 | Vicente Paúl Rondón             | Boxeo              |
| 1972 | Gerardo Vera                    | Natación           |
| 1973 | Betulio González                | Boxeo              |
| 1973 | María Victoria Carrasco         | Esquí acuático     |
| 1974 | David Concepción                | Béisbol            |
| 1975 | Johnny Cecotto                  | Motociclismo       |
| 1976 | Pedro Gamarro                   | Boxeo              |
| 1977 | Luis "Lumumba" Estaba           | Boxeo              |
| 1978 | Betulio González                | Boxeo              |
| 1979 | Marlin Noriega                  | Tenis              |
| 1980 | Antonio Armas                   | Béisbol            |
| 1981 | Antonio Armas                   | Béisbol            |
| 1982 | Alberto Maestre                 | Natación           |
| 1983 | Carlos Lavado                   | Motociclismo       |
| 1984 | Antonio Armas                   | Béisbol            |
| 1985 | Oswaldo Guillén                 | Béisbol            |
| 1986 | Carlos Lavado                   | Motociclismo       |
| 1987 | Andrés Galarraga                | Béisbol            |
| 1988 | Andrés Galarraga                | Béisbol            |
| 1989 | Luis Salazar                    | Béisbol            |
| 1990 | Leonardo Sierra                 | Ciclismo           |
| 1991 | Wilson Álvarez                  | Béisbol            |
| 1992 | Omar Vizquel                    | Béisbol            |
| 1993 | Andrés Galarraga                | Béisbol            |
| 1994 | Eloy Rojas                      | Boxeo              |
| 1995 | Francisco Sánchez               | Natación           |
| 1996 | Andrés Galarraga                | Béisbol            |
| 1997 | Andrés Galarraga                | Béisbol            |
| 1998 | Andrés Galarraga                | Béisbol            |
| 1998 | Gilberto González               | Triatlón           |
| 1999 | Edgardo Alfonzo                 | Béisbol            |
| 1999 | Gilberto González               | Triatlón           |
| 2000 | Leo Gámez                       | Boxeo              |
| 2000 | Jerimar Gutiérrez               | Esgrima            |
| 2001 | Freddy García                   | Béisbol            |
| 2001 | Ernardo Gómez                   | Voleibol           |
| 2002 | Magglio Ordóñez                 | Béisbol            |
| 2002 | Gretty Lugo                     | Halterofilia       |
| 2003 | Miguel Cabrera                  | Béisbol            |
| 2003 | Ricardo Monasterio              | Natación           |
| 2004 | Johan Santana                   | Béisbol            |
| 2004 | Adriana Carmona                 | Taekwondo          |
| 2005 | José Rujano                     | Ciclismo           |
| 2005 | Carlos Coste                    | Apnea              |
| 2006 | Johan Santana                   | Béisbol            |
| 2006 | Albert Subirats                 | Natación           |
| 2007 | Magglio Ordóñez                 | Béisbol            |
| 2007 | Albert Subirats                 | Natación           |
| 2008 | Francisco Rodríguez             | Béisbol            |
| 2008 | Dalia Contreras                 | Taekwondo          |
| 2009 | Félix Hernández                 | Béisbol            |
| 2009 | Albert Subirats                 | Natación           |
| 2010 | Félix Hernández                 | Béisbol            |
| 2010 | Greivis Vásquez                 | Básquetbol         |
| 2011 | Miguel Cabrera                  | Béisbol            |
| 2011 | Daniela Larreal                 | Ciclismo           |
| 2012 | Miguel Cabrera                  | Béisbol            |
| 2012 | Rubén Limardo                   | Esgrima            |
| 2013 | Miguel Cabrera                  | Béisbol            |
| 2013 | Robeilys Peinado                | Salto con pértiga  |
| 2014 | José Altuve                     | Béisbol            |
| 2014 | Andreína Pinto                  | Natación           |
| 2015 | Miguel Cabrera                  | Béisbol            |
| 2015 | Stefany Hernández               | Ciclismo           |
| 2016 | José Altuve                     | Béisbol            |
| 2016 | Yulimar Rojas                   | Atletismo          |
| 2017 | José Altuve                     | Béisbol            |
| 2017 | Yulimar Rojas                   | Atletismo          |
| 2018 | Ronald Acuña Jr.                | Béisbol            |
| 2018 | Katherin Echandia               | Halterofilia       |
| 2019 | Ronald Acuña Jr.                | Béisbol            |
| 2019 | Yulimar Rojas                   | Atletismo          |
| 2020 | Yulimar Rojas                   | Atletismo          |
| 2021 | Salvador Pérez                  | Béisbol            |
| 2021 | Yulimar Rojas                   | Atletismo          |
| 2021 | Lisbeli Vera                    | Atletismo adaptado |
| 2022 | Yulimar Rojas                   | Atletismo          |
| 2022 | José Altuve                     | Béisbol            |
| 2023 | Yulimar Rojas                   | Atletismo          |
| 2023 | Ronald Acuña Jr.                | Béisbol            |
| 2024 | Anthony Santander               | Béisbol            |
| 2024 | Joselyn Brea                    | Atletismo          |

## Deportes por galardones
| Disciplina         | Número | Año(s) |
| ------------------ | ------ | --- |
| Béisbol            | 45     | 1944, 1946, 1948, 1949, 1951, 1953, 1956, 1957, 1959, 1960, 1964, 1966, 1970, 1974, 1980, 1981, 1984, 1985, 1987, 1988, 1989, 1991, 1992, 1993, 1996, 1997, 1998, 1999, 2001, 2002, 2003, 2004, 2006, 2007, 2008, 2009, 2010, 2011, 2012, 2013, 2014, 2015, 2016, 2017, 2018, 2019, 2021, 2022, 2023, 2024. |
| Atletismo          | 14     | 1952, 1954, 1962, 1963, 1965, 1967, 2016, 2017, 2019, 2020, 2021, 2022, 2023, 2024. |
| Boxeo              | 11     | 1947, 1950, 1958, 1968, 1971, 1973, 1976, 1977, 1978, 1994, 2000. |
| Natación           | 8      | 1972, 1982, 1995, 2003, 2006, 2007, 2009, 2014. |
| Ciclismo           | 6      | 1945, 1955, 1990, 2005, 2011, 2015. |
| Motociclismo       | 3      | 1975, 1983, 1986. |
| Esgrima            | 2      | 2000, 2012. |
| Triatlón           | 2      | 1998, 1999. |
| Halterofilia       | 2      | 2002, 2018. |
| Taekwondo          | 2      | 2004, 2008. |
| Tiro deportivo     | 1      | 1961. |
| Golf               | 1      | 1969. |
| Esquí acuático     | 1      | 1973. |
| Tenis              | 1      | 1979. |
| Voleibol           | 1      | 2001 |
| Apnea              | 1      | 2005 |
| Básquetbol         | 1      | 2010. |
| Salto con pértiga  | 1      | 2013. |
| Atletismo adaptado | 1      | 2021. |